# Langgenharjo (Margoyoso)
Langgenharjo is een bestuurslaag in het regentschap Pati van de provincie Midden-Java, Indonesië. Langgenharjo telt 1387 inwoners (volkstelling 2010).